# Yakovlev Yak-17
O Yakovlev Yak-17 (em russo:  Яковлев Як-17; designação DoD Type 16, Designação OTAN Feather) foi um caça soviético a jato. Foi desenvolvido a partir do Yak-15, sendo a principal diferença seu trem de pouso triciclo. A versão de treinamento, conhecida como Yak-17UTI (Designação OTAN Magnet), foi o único avião de treinamento a jato soviético da década de 1940. Ambas as aeronaves foram exportadas em pequenos números e o Yak-17 foi logo substituído pelo muito superior Mikoyan-Gurevich MiG-15 no início da década de 1950.

## Projeto e desenvolvimento

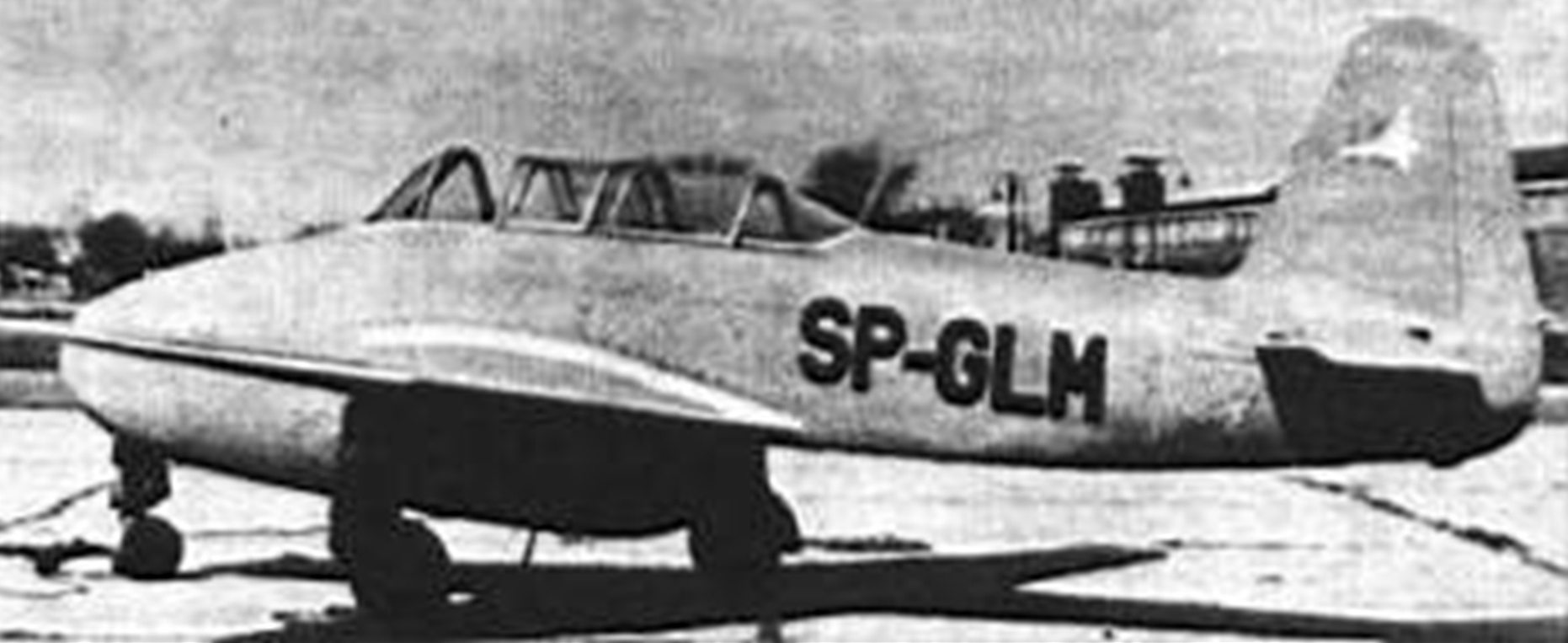
Um Yak-17UTI no Instituto de Aviação da Polónia

Após os testes de aceitação do estado do Yak-15 em maio de 1947, foi recomendado que a aeronave fosse equipada com um trem de pouso triciclo, mais adequado para aeronaves a jato. Desta forma, a Yakovlev (OKB) iniciou o projeto do Yak-15U ou Yak-15U-RD-10 (uloochshenny - melhorado). 
O trem de pouso principal teve de ser redesenhado para que as rodas ficassem atrás do centro de gravidade da aeronave, tendo sido movido para trás da longarina frontal. Quando retraído, preenchia a maior parte do espaço entre as longarinas. Isso fez com que os tanques de combustíveis sofressem grandes alterações, reduzindo sua capacidade para apenas 680 litros. Por causa disso, a aeronave utilizava dois tanques ejetáveis de 200 litros, colocados cada um de baixo de um lado da asa. A adição de tanques de ponta de asa exigiu um redesenho na estrutura da asa de forma que a aeronafve ainda podia suportar uma carga de 12g. O estabilizador vertical foi alongado e um periscópio foi colocado sobre o painel na maior parte das aeronaves produzidas. O armamento, sistemas e equipamentos não foram fortemente modificados.

## Histórico operacional
O Yak-17 foi demonstrado publicamente pela primeira vez no Dia da Aviação Soviética de 1949, no aeródromo de Tushino.
Em operação, o Yak-17 tinha quase as mesmas falhas de seu antecessor, incluindo a relativamente baixa velocidade e alcance, além de um motor não confiável (ainda baseado no alemão Junkers Jumo 004) com procedimentos de partida complicados. Por outro lado, sua manobrabilidade era muito simples e de forma similar a caças populares à hélice tais como o Yak-3 e Yak-9. Isto o tornou uma excelente máquina de transição para os caças a jato. COmo resultado, a versão de treinamento Yak-17UTI foi a mais produzida e quase todos os Yak-17 produzidos em série eram construídos na versão tandem com duplo comando, preenchendo um importante papel na Força Aérea Soviética.
Alguns Yak-17 sobreviventes podem ser vistos no Museu Central da Força Aérea em Monino, próximo a Moscou e no Museu de Aviação de Praga, no Aeroporto de Kbely, próximo a Praga. Alguns Yak-17UTI também podem ser vistos no Museu de Aviação Polaca em Cracóvia e no Museu de Aviação Chinesa, próximo a Pequim.

### Yak-17UTI
A versão mais produzida do Yak-17, o Yak-17UTI era um avião de treinamento com controle duplo e assentos em tandem.
A capacidade de combustível foi drasticamente reduzida, principalmente devido à eliminação dos tanques de ponta de asa. Inicialmente, iria incluir uma única metralhadora UBS, sendo entretanto omitida nas versões de produção em série. Nos Estados Unidos, esta aeronave foi conhecida como "Type 26", recebendo o codinome "Magnet".
A produção foi iniciada em 1948. A produção total de todas as variantes do Yak-15 e Yak-17 foi de 717 aeronaves, com a versão Yak-17UTI tendo sido a mais produzida deste jato soviético.

## Variantes
- Yak-15U (Yak-15U-RD-10): Yak-15 melhorado com trem de pouso triciclo e tanques ejetáveis, tornando-se o protótipo do Yak-17.
- UTI Yak-17-RD10 (Yak-21T): (Não possui relação com o anterior Yak-17-RD10) Versão de treinamento com dois assentos do Yak-15U com um longo canopy sobre a cabine de pilotagem em tandem e um trem de pouso triciclo.
- Yak-17: Caças de produção com trem de pouso triciclo.
- Yak-17UTI: Versão de treinamento com dois assentos.
- Yak-21T: (T - Tryokhkolyosnoye shassee - trem de pouso triciclo) Designação alternativa do UTI Yak-17-RD10, sem relação com o anterior Yak-21.

## Operadores
Bulgária

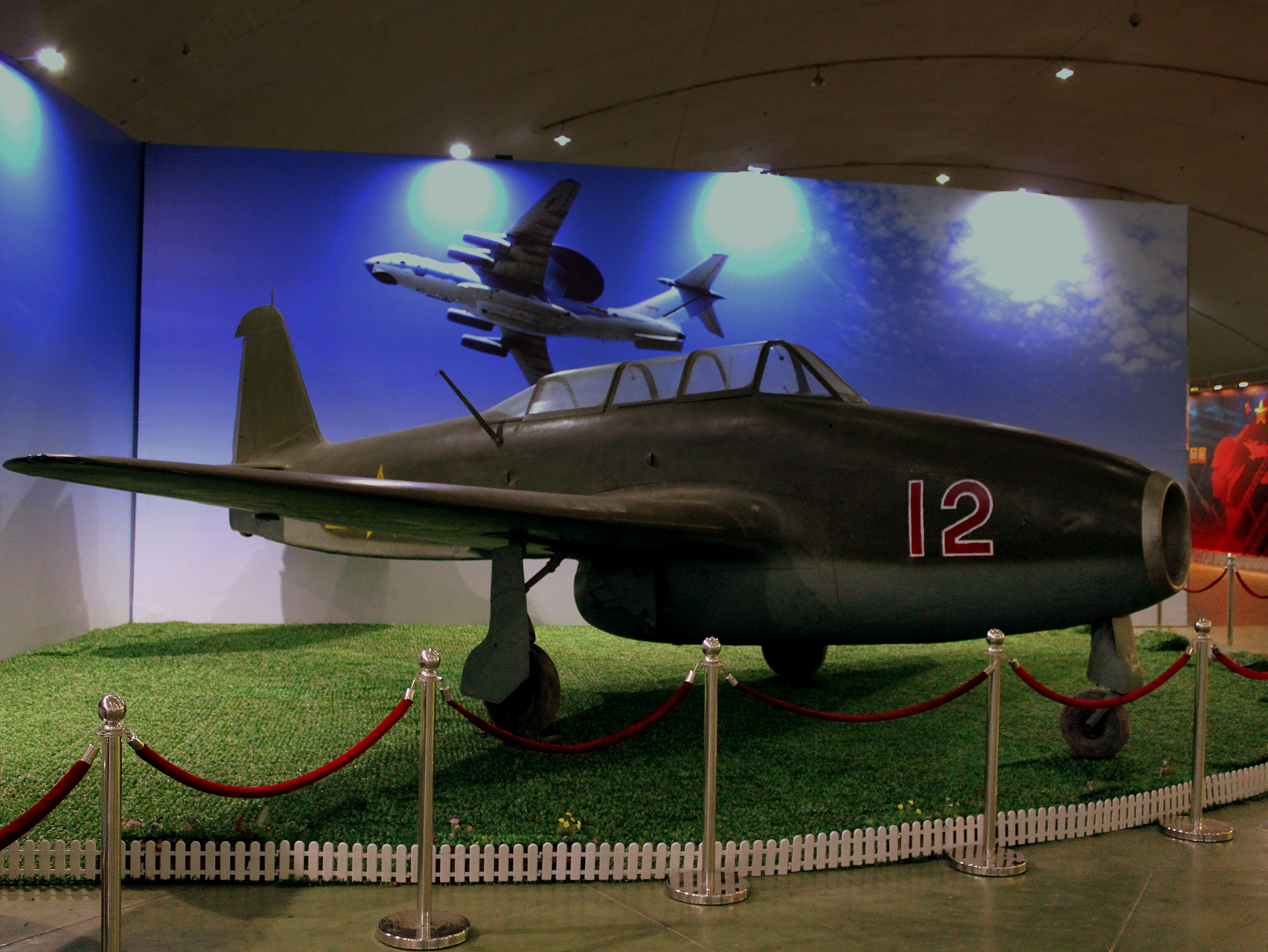
Yak-17UTI no Museu de Aviação Chinesa, Pequim

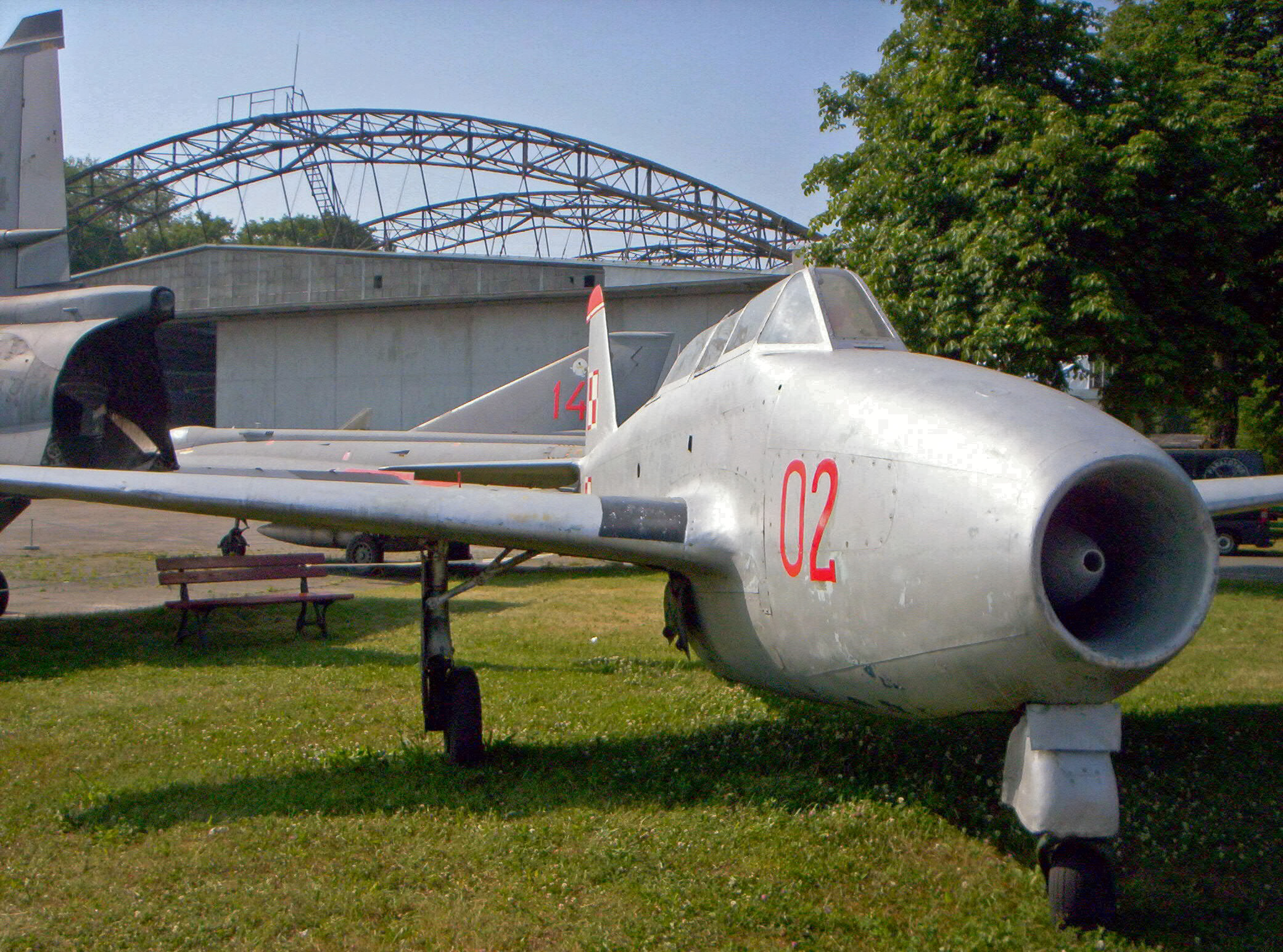
Yak-17UTI no Museu de Aviação Polaca

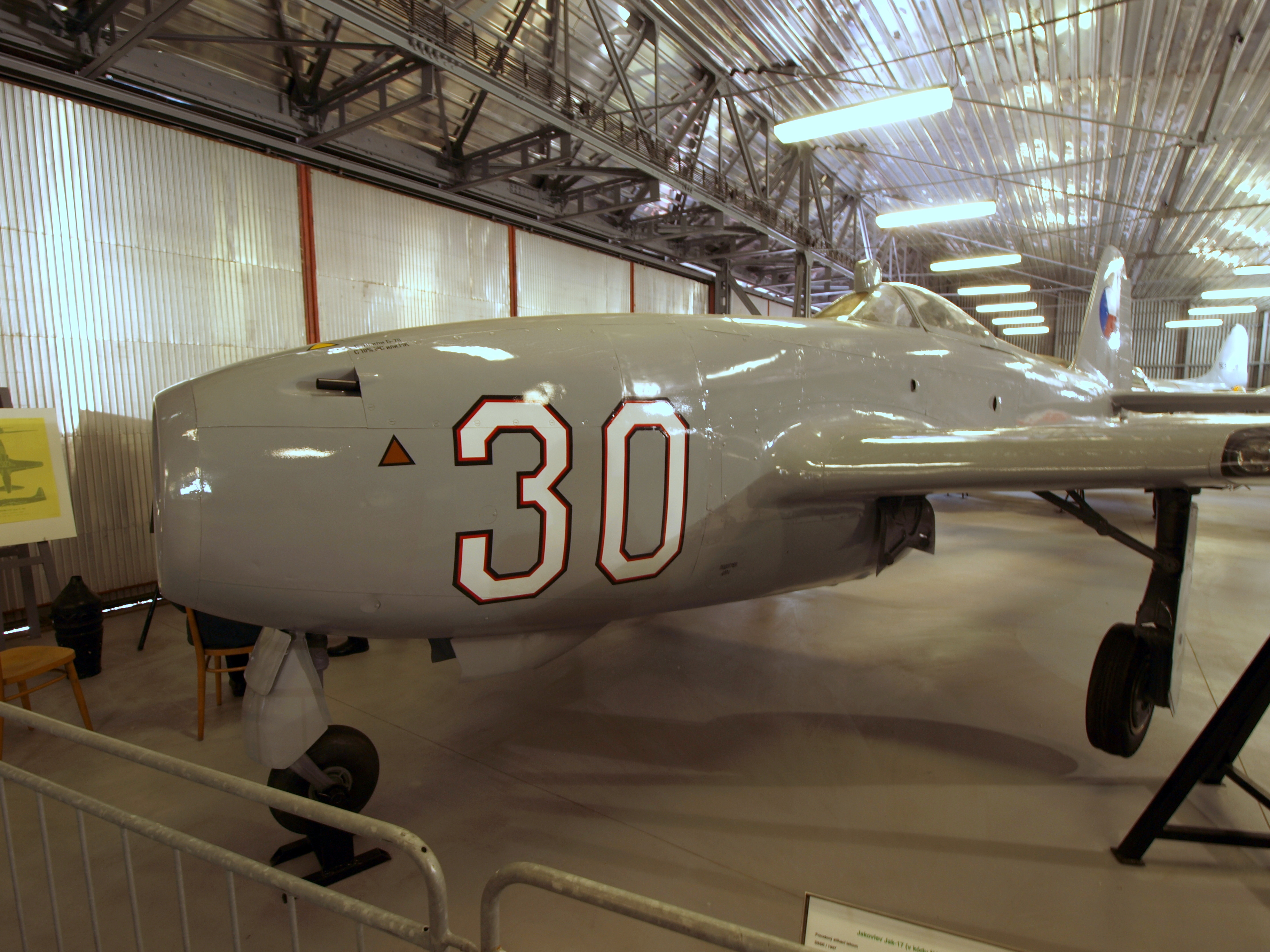
Yak-17 no Museu de Aviação de Praga

- A Força Aérea da Bulgária operou um pequeno número de Yak-17UTI entre 1951-1954.

 China
- A Força Aérea do Exército Popular de Libertação operou um Yak-17UTI recebido para treinamento dos pilotos do MiG-9. Importou 43 Yak-17 entre 1950-1951.

 Checoslováquia
- A Força Aérea Checoslovaca testou um Yak-17.

 Polónia
- A Força Aérea Polaca operou três Yak-17 (transcritos como Jak-17) e 11 Yak-17UTI (conhecidos como Jak-17UTI ou Jak-17W), a partir de 1950, sendo retirados de serviço em 1955.
- Instytut Lotnictwa recebeu um Jak-17 da FOrça Aérea Polaca e utilizou com as marcas civis SP-GLM para testes entre 1957 e 1960.

 Romania
- A Força Aérea da Roménia operou nove Yak-17UTI como treinadores para o Yak-23 de 1951 a 1958

 União Soviética
- A Força Aérea Soviética operou Yak-17 de 1948 até o início da década de 1950.